# Daniel Meininger

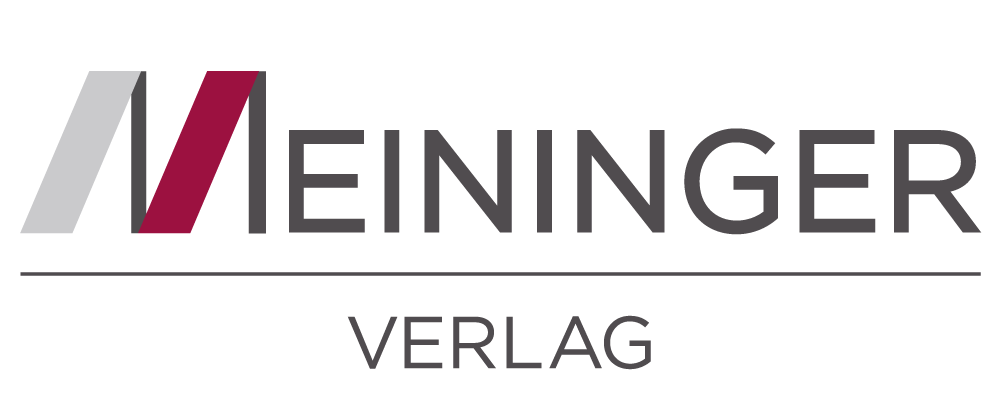
Logo des von Daniel Meininger gegründeten Verlags

Daniel Meininger (* 19. August 1876 in Wattenheim; † 17. Mai 1964 in Neustadt an der Weinstraße) gründete 1903 mit der Erstausgabe der Fachzeitschrift Das Weinblatt den Meininger Verlag, der seither Literatur vor allem auf den Gebieten Wein, Getränke und Pfalz verlegt. Überregional bekannt wurde Meininger durch verschiedene Marketing-Aktionen zugunsten des Pfalzweins, die zum Teil bis heute überdauert haben.

## Familie
Daniel Meininger hatte zwei Kinder, einen Sohn (Herbert Meininger, 1907–1987) und eine Tochter (Trudel Lindemann geb. Meininger, 1921–2013). Nachdem zunächst der Enkel Peter Meininger übernommen hatte, wird der Verlag heute von den Urenkeln Christoph Meininger (* 1964) und Andrea Meininger-Apfel (* 1962) geführt.

## Bedeutung
Meininger engagierte sich besonders bei den Themen Heimat und Pfälzer Wein. 1929 fand auf seine Initiative in Neustadt erstmals ein Weinlesefest statt, das diesen Namen trug und später als Deutsches Weinlesefest bekannt wurde. Im Zusammenhang damit gab Meininger im Saalbau den Anstoß zur Wahl der Deutschen Weinkönigin, die 1931 erstmals durchgeführt wurde. Zudem initiierte er 1939 die Vereinigung Landsknechte der Weinstraße sowie 1950 den Pressestammtisch; aus der Zusammenführung beider Gremien ging 1954/55 die Weinbruderschaft der Pfalz hervor. Für den 20. Juli 1930 organisierte Meininger als regionales Großereignis eine Landung des Zeppelins LZ 127 „Graf Zeppelin“, auf dem nahegelegenen Flughafen „Lilienthal“ in Lachen-Speyerdorf, wo er damals als 1. Vorsitzender des Flugsportvereins Neustadt a. d. Haardt agierte. Für seine Verdienste wurde Daniel Meininger zusammen mit seinem Sohn und seinem Enkel im Jahr 2013 mit einer Ehrentafel am Deutschen Weintor in Schweigen-Rechtenbach geehrt. Nach Daniel Meininger wurde der Vorplatz des Neustadter Saalbaus benannt.

## Stipendium
Im Gedenken an Meininger wird heute die Daniel Meininger Scholarship vergeben, ein Stipendium für besonders begabte Studenten der Önologie in Geisenheim, das diesen eine Weiterbildung im Ausland ermöglichen soll.